# Emmanuel Bodjollé

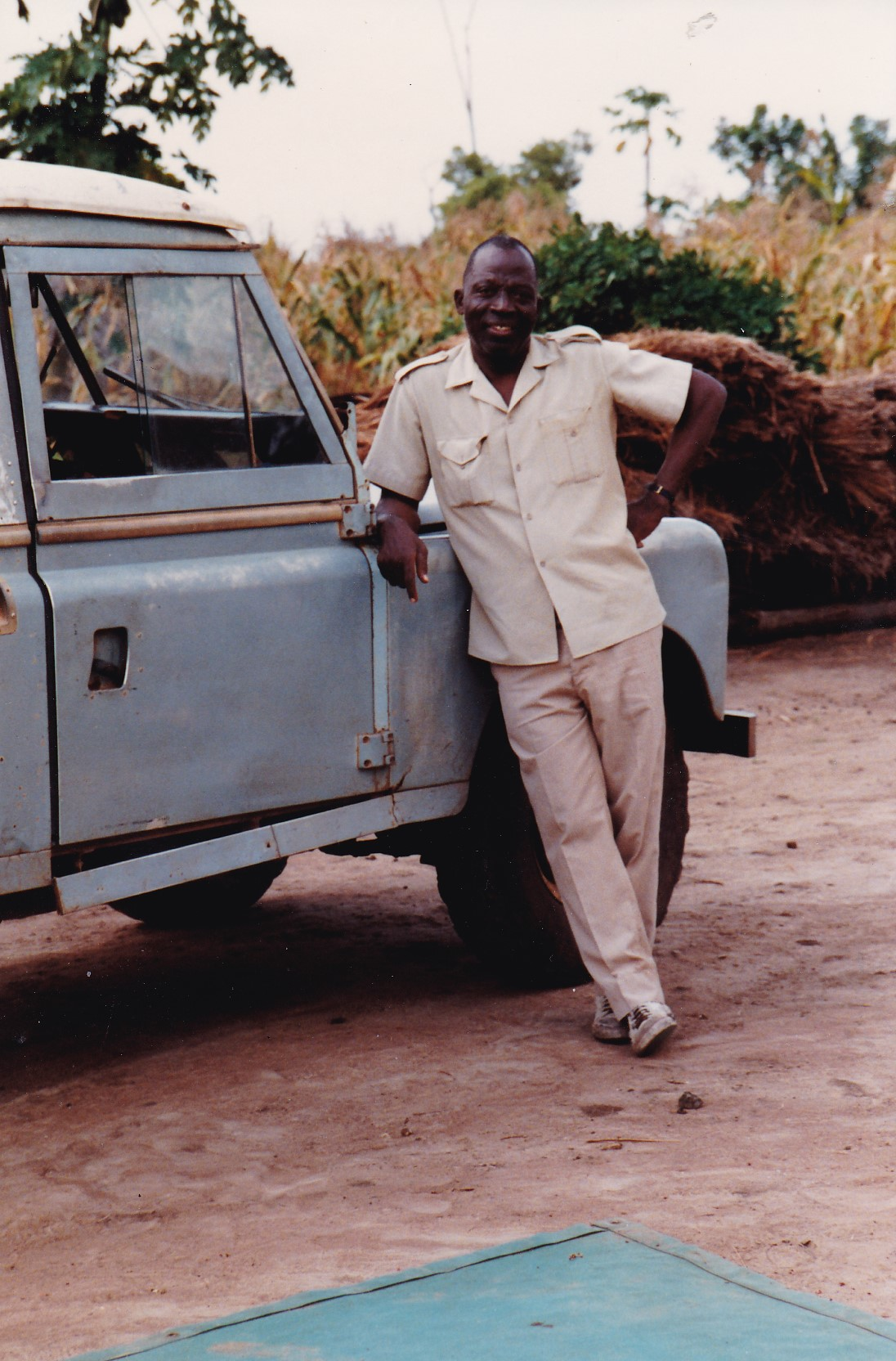
Emmanuel Bodjollé, 1985

Emmanuel Bodjollé (* 1928) war in Togo bei einem Putsch von 1963 Vorsitzender eines neunköpfigen Komitees der Aufständischen.
Bodjollé war Oberfeldwebel der französischen Armee gewesen. Er gehörte einer Gruppe von 30 Soldaten an, die dagegen protestierten, dass 626 ehemalige französische Soldaten entgegen anderslautender Zusagen nicht in die Armee oder die Verwaltung Togos übernommen werden sollten. Am 13. Januar 1963 leitete Bodjollé eine neunköpfiges Komitee, das einen Aufstand der 30 Soldaten anführte. Ein anderes Mitglied des Komitees, Etienne Eyadéma (später als Gnassingbé Eyadéma Staatspräsident), erschoss während des Aufstands am Tor der US-amerikanischen Botschaft in Lomé den ersten Präsidenten Togos Sylvanus Olympio. Das Militär setzte am 15. Januar 1963 Nicolas Grunitzky als neuen Machthaber ein, der vor Olympio schon Premierminister  gewesen war. Nachdem Bodjollé zwei Tage lang Oberhaupt Togos gewesen war, wurde er Chef der Armee Togos.